# Emmanuël Souchier
Pour les articles homonymes, voir Souchier.
Emmanuël Souchier, né le 3 novembre 1954 à Avallon, dans l'Yonne, est un professeur français en sciences de l'information et de la communication. 

## Biographie
Emmanuël Souchier naît le 3 novembre 1954 à Avallon dans l'Yonne. Ancien élève des Écoles de la République, il entre en 1982 au Centre d’étude de l’écriture et de l’image à l'Université Paris 7.
En 1998, il présente sa thèse de doctorat en littérature, qui porte sur Exercices de style de Raymond Queneau. Aujourd'hui spécialiste de l’œuvre de l'auteur, il le découvre au lycée en montant avec ses amis un groupe de poésie et de théâtre.  
Après une année de formation humaine à Toluca au Mexique, en 1975, il travaille dans l’édition, la presse et enseigne principalement à l’École nationale supérieure des télécommunications, Télécom-ParisTech) de 1992 à 2007, où il dirige le Groupe d'analyse des pratiques de communication (GAPC) créé avec Yves Jeanneret, puis au Centre d'étude de l'écriture, où il dirige le Master recherche et la Formation doctorale de 2007 à 2019[réf. souhaitée].
Il est éditeur des Œuvres de Raymond Queneau pour la « Bibliothèque de la Pléiade », « Les Cahiers de la NRF » ou « Folio », en plus d'être directeur de la rédaction pour la revue Communication & langages aux Presses universitaires de France depuis l’an 2000,,. De 1994 à 1996, il collabore à la revue Monde diplomatique,.
Il est professeur émérite à la faculté des Lettres de l'Université Paris-Sorbonne, chercheur au laboratoire de recherche de l'École des hautes études en Sciences de l'information et de la communication et professeur des Universités à la CELSA,,,. Il enseigne également à l’ESPE de Paris (École supérieure du professorat et de l'éducation, INSPÉ, où il crée le lien avec le Master recherche du CELSA) et à l’École Estienne (École supérieure des arts et industries graphiques, ESIAG) où il préside le Jury du DSAA Design Typographique depuis 2012[réf. souhaitée].
En 2007, il est qualifié en Sciences de l’information et de la communication par le Conseil national des universités. Il collabore également à l'édition scientifique de ses œuvres pour la Bibliothèque de la Pléiade. Il est à l'origine des théories de l’énonciation éditoriale, de l’écrit d’écran et des écrits de réseaux. Il travaille également sur une anthropologie de l’écriture et s’intéresse au design, aux pratiques de communication ordinaires ainsi qu’aux rapports entre littérature, peinture et communication.

### Travaux scientifiques

#### Présence de Raymond Queneau
Dès les années 1980, Raymond Queneau apparaît comme un compagnon intellectuel de cette trajectoire. En consacrant un ouvrage à l'auteur et en élaborant plusieurs éditions critiques de son œuvre (Exercices de style, Traité des vertus démocratiques, Un rude hiver), Souchier pose les bases de ce qui deviendra la théorie de l’énonciation éditoriale, à l’intersection des études littéraires, des propositions historiques de l’Oulipo et des Sciences humaines et sociales[réf. souhaitée].
Cette théorie est d’abord posée en termes différentiels, selon une logique qui emprunte à la génétique des textes, à la sémiotique et à l’histoire du livre (notamment la bibliographie matérielle – ou bibliologie – de Laufer, McKenzie et Chartier) : quel rapport un écrivain entretient-il avec la matière éditoriale ? Concevoir une œuvre sous forme de manuscrit ou de tapuscrit, est-ce la même chose ? D’une édition à une autre, de la Pléiade à la collection « Folio » chez Gallimard par exemple, a-t-on toujours affaire au même texte ? Peut-on identifier des variations significatives entre ses instanciations, qui changeraient la manière dont il est lu, compris, saisi, approprié ?[réf. souhaitée]

#### La théorie de l'énonciation éditoriale
Les travaux de recherche d’Emmanuël Souchier portent sur l’écriture, saisie à un niveau historique, littéraire, sémiologique, social et médiatique. Cette perspective, élaborée pendant 40 ans, prend la forme d’une anthropologie numérique - elle-même inscrite dans une anthropologie de l’écriture -, qui s’est déployée au contact de la pratique et de la théorie éditoriales.[pas clair]
Si les réponses à ses questions n’apparaissent explicitement que dans son Habilitation à diriger des recherches (1998), elles ont largement bénéficié de l’activité éditoriale d'E. Souchier. En effet, de la recension des différents états d’un texte de Queneau à sa circulation sociale, le chercheur identifie une gamme de métiers (correcteurs, graphistes, maquettistes, entre autres) qui interviennent à chaque étape, apposant une marque discrète, mais décisive sur le régime de visibilité de l’œuvre publiée. Ces différents corps de métiers participent de l'élaboration du texte et conçoivent « l’image du texte », c’est-à-dire la manière dont il apparaît aux yeux du lecteur et entre ses mains. C’est un passage décisif des études littéraires, logocentrées, aux études communicationnelles, sensibles aux médiations matérielles, à la manipulation des supports, à la distribution et à la forme des signes dans l’espace éditorial, à ses concepteurs et ses lecteurs. Le concept d’énonciation éditoriale, proposé en 1998, entérine cette étape,,.

### Écrit d'écran: une écologie de l'écriture
L’héritage, à la fois sémiotique et littéraire d'Emmanuël Souchier, lui a permis d’élaborer progressivement une théorie des écrits d’écran,.

#### Le stade de l'écriture
Les derniers travaux d’Emmanuël Souchier portent sur le stade de l’écriture[source insuffisante], notion inspirée du « stade du miroir » de Lacan. L'auteur témoigne d’un effort pour qualifier le processus paradoxal, à la fois intime et social, qui se construit par l’entremise de l’écriture, plus précisément grâce aux traces produites par chaque individu sur des supports de communication. Car ces traces circulent, voyagent d’un espace à l’autre, s’incarnent dans de nouvelles situations sociales, sont lues, interprétées, négociées, renvoyées au destinateur, qui doit alors composer avec ces actes de lecture ou ce double, cet autre moi-même, cet être symbolique qu’il a contribué à créer, en puisant dans le corps social, sans que l'un ou l'autre ne soient réductibles à l'un ou l'autre. E. Souchier y voit la marque du travail de l'écriture, pensée comme technè (art de faire), acte collectif, social et culturel, qui rejoue, à partir des « communs », le geste initial de la mythologie : faire circuler entre les hommes l'étrange humanité ; faire lien. Il propose alors de définir cet être symbolique qu'est l'écriture comme le lieu du lien[réf. souhaitée].

## Œuvres

### Publications
- Emmanuël Souchier (préf. Marc Ferro), Mai 68, Paris, La documentation française, coll. « Les médias et l'événement », 1988, 64 p. (ISBN 9782110019219).
- Emmanuël Souchier (ill. Laurent Berman), Zoreillefines, Paris, Syros Alternatives, 1991 (ISBN 2-86738-615-2 et 978-2-86738-615-2).
- Emmanuël Souchier, Raymond Queneau, Paris, Seuil, 1991, 305 p. (ISBN 2-02-012159-X).
- Emmanuël Souchier, “Je n'aime pas ce qui m'enserre”, ou Raymond Queneau face au surréalisme, Limoges, Sixtus éditions & Centre international de documentation, de recherche et d'édition Raymond-Queneau, 1991, 93 p. (ISBN 2-907876-15-5).

### Collaborations
- Le numérique comme écriture. Théories et méthodes d'analyse, avec Etienne Candel, Valérie Jeanne-Perrier, Gustavo Gomez-Mejia, France, Armand Colin, coll. « Codex », 2019, 360 p.  (ISBN 9782200618582).